# Arnbjerg (Viborg)
Arnbjerg er en bydel under opførelse i det sydlige Viborg. Den ligger sydøst for Søndersø, vest for Bruunshåb og nord for Århusvej. Der er planlagt opførelse af 700-800 boliger og butikker. Der er fokus på moderne bæredygtigt og kompakt byggeri med regnvandskanaler.
På Arnbjerg Alle i den sydvestlige ende af bydelen findes Bjergsnæs Efterskole.